# Winthemia nigripalpis
Winthemia nigripalpis är en tvåvingeart som beskrevs av Robineau-desvoidy 1847. Winthemia nigripalpis ingår i släktet Winthemia och familjen parasitflugor.
Artens utbredningsområde är Frankrike. Inga underarter finns listade i Catalogue of Life.